# Valeria Benatti
Valeria Benatti (Bosco Chiesanuova, 1º luglio 1961) è una scrittrice, conduttrice radiofonica e conduttrice televisiva italiana.

## Biografia
Nata in provincia di Verona, ha mosso i primi passi nelle radio libere private, dalla metà degli anni 1970, su Novaradio e Radio Adige. Presa la maturità scientifica nel 1980 è entrata nella redazione del settimanale Il nuovo veronese come redattrice. Dal 1983 è iscritta all'albo dei giornalisti pubblicisti, e, dopo un'esperienza televisiva a Telearena durata dal 1984 al 1987, inizia a collaborare a Mediaset come redattrice per due programmi di Canale 5 da Milano, Buongiorno Italia con Fiorella Pierobon e, da Roma, Italia domanda con Gianni Letta.
Nel 1992 conduce su Telearena il talk show Piccoli e grandi, e nel 1989 riprende a fare radio su Radioadige con Telefonicamente con voi. Dal 1993 vive e lavora a Milano. Ha presentato una rubrica sul telegiornale regionale veneziano di Rai 3 sul turismo, Veneto Turismo.
Nel 1999 dirige Serra Creativa, società finalizzata alla selezione e ricerca di nuovi talenti per la televisione. Alla fine del 2001 ha condotto su LA7 Fobie, gente sull'orlo di una crisi di nervi, talk show prodotto da Magnolia.
Dal 2002 lavora a RTL 102.5 come giornalista e speaker nel programma W l'Italia con Angelo Baiguini.
Nel 2011 ha registrato un suo marchio, Kitchen in love, diventato un libro edito da Gribaudo, Gruppo Feltrinelli, e un format tv in onda su Fox Life.
Nel 2013 è uscito il suo secondo libro, edito da Kowalski, Fulminata dall'amore. Nel gennaio 2014 ha pubblicato con Scripta la biografia del medico indiano Samir Chaudhuri, intitolata La scelta di Samir. Il 12 novembre 2014 esce con l'editore Giunti il suo primo romanzo, Love Toys. Il 14 settembre 2016 esce il suo secondo romanzo, Gocce di veleno, edito nuovamente da Giunti, che devolve parte del ricavato al centro antiviolenza Cerchi d'Acqua di Milano, ed è vincitore del Premio Selezione Bancarella 2017. A gennaio 2020 ha pubblicato un nuovo romanzo intitolato Da oggi voglio essere felice, Giunti Editore, dedicato al Centro Aiuto Famiglia di Milano dove la Benatti lavora come volontaria di Comunità. La post-fazione è firmata dal professor Gustavo Pietropolli Charmet. Da anni è vicina alla Fondazione Domus de Luna. Nelle pagine del libro dedica uno spazio alla Fondazione a cura del Presidente Ugo Bressanello.
Nel 2022 ha debuttato a teatro con lo spettacolo intitolato "Sognatrici", di cui è autrice, con le musiche originali della cantautrice siciliana Gabriella Lucia Grasso. Lo spettacolo ha ottenuto il Patrocinio di Amnesty international. 

## Libri
- Kitchen in love: 20 menu per alimentare i vostri amori, Gribaudo, Milano 2011 ISBN 978-88-580-0435-7; rist. 2012 ISBN 978-88-580-0641-2
- Fulminata dall'amore: ricette e consigli per amare di gusto senza bruciarsi troppo, Kowalski, Milano 2013 ISBN 978-88-7496-834-3
- Love toys, Giunti, Firenze-Milano 2014 ISBN 978-88-09-79512-9
- La scelta di Samir: 40 anni di CINI attraverso la vita del suo fondatore, Scripta, Verona CINI 2014 ISBN 978-88-96162-92-7
- Gocce di veleno, Giunti, Firenze-Milano 2016 ISBN 978-88-09-81950-4
- Da oggi voglio essere felice, postfazione di Gustavo Pietropolli Charmet, Giunti, Firenze 2020 ISBN 978-88-09-88272-0